# Carlo Felice Chiesa
Carlo Felice Chiesa, riportato spesso come Carlo F. Chiesa (Bologna, 12 ottobre 1954), è un giornalista italiano.

## Biografia
Laureato in Giurisprudenza, iniziò a lavorare al Giornale come giornalista di cronaca locale bolognese. Scrive per il Guerin Sportivo e per Calcio 2000; è autore di libri sulla storia del calcio (alcuni usciti a puntate sulle pubblicazioni per cui scrive). Collabora anche con il Resto del Carlino.

## Opere
- Il grande romanzo dello scudetto, Calcio 2000, 2002-2003
- I record del calcio. Primati, numeri e curiosità dello sport più bello del mondo, Milano, Mondadori, 2006 (con Marco Montanari)
- Bologna amore mio. Memorabilia, Bologna, Minerva, 2009 (con Lamberto Bertozzi e Luciano Brigoli)
- Romanzo popolare. Tra colpi di genio e di pistola l'epopea dello scudetto 1924-25, Bologna, Minerva, 2009 (con Lamberto Bertozzi)
- Il secolo rossoblù. La storia dei cento anni, Bologna, Minerva, 2009 (con Lamberto Bertozzi)
- Il secolo azzurro: 1910-2010, Bologna, Minerva, 2010
- Bologna Caput Mundi, Bologna, Minerva, 2010 (con Maurizio Catassi)
- La grande storia del calcio italiano, Guerin Sportivo, dal 2012 in corso
- Il secolo azzurro. Europei 2012, Bologna, Minerva, 2012 (con Lamberto Bertozzi)
- Bologna: storia di un'ingiustizia. 1926-1927: lo scudetto negato, Bologna, Minerva, 2017
- Bologna 1925. Fu vera gloria, Bologna, Minerva, 2019